# Casa de Manrique de Lara
La Casa de Manrique de Lara fue un linaje nobiliario español. Luis de Salazar y Castro y otros genealogistas antiguos, consideraban que los Manrique de Lara venían de Rodrigo Pérez de Lara, también llamado Rodrigo Pérez de Molina, hijo de Pedro Manrique de Lara, vizconde de Narbona, hijo a su vez de Manrique Pérez de Lara, I señor de Molina, y de Ermesenda de Narbona. Rodrigo Pérez de Molina pasó la mayor parte de su vida en Narbona donde aparece en la documentación hasta 1208 y no participó en los acontecimientos de los reinos peninsulares. 
Según el historiador Gonzalo Martínez Díez, el error se debe a la genealogía tradicional aceptada por Luis de Salazar y Castro que había sido propuesta por Fernán Pérez de Guzmán, para quien: «Este linage de los Manrique es uno de los mayores e más antiguos de Castilla (...) vienen del conde Manrique, hijo de Pedro de Lara». La confusión se debe a la existencia de dos homónimos: Rodrigo Pérez de Molina mencionado anteriormente, y otro Rodrigo, hijo de Manrique Gómez de Manzanedo y nieto de los condes Gómez González de Manzanedo y Milia Pérez de Lara. También erraban los antiguos genealogistas al considerar a la esposa del conde Gómez González de Manzanedo como hija de Manrique Pérez de Lara ya que en realidad fue su hermana, hija de Pedro Manrique de Lara. La genealogía propuesta por el historiador Gonzalo Martínez Díez, basada en los cartularios medievales, ha sido aceptada por la mayoría de los historiadores y genealogistas modernos.
Uno de los hijos de los condes Gómez González de Manzanedo y Milia Pérez de Lara fue Manrique Gómez de Manzanedo (m. antes de 1204) casado antes de 1192 con Toda Vélaz, y padre de varios hijos, entre ellos Rodrigo Manrique de Lara, primer señor de Amusco.
A veces se emplea la expresión "los Manriques", referida especialmente a los que fueron destacados literatos como Jorge Manrique, hijo de Rodrigo Manrique, I conde de Paredes de Nava y Gómez Manrique, aunque también referida al linaje en conjunto, como demuestra el Colegio de los Manriques, en Alcalá de Henares.
En el siglo XV, los Lara apoyaron a los Reyes Católicos durante la guerra contra los partidarios de Juana la Beltraneja. La casa de Manrique de Lara ostentó el condado de Paredes de Nava, el condado de Osorno y el condado de Castañeda, así como algunos de los más importantes títulos de Castilla, como los de duque de Nájera y marqués de Aguilar de Campoo, todos ellos en posesión de la Grandeza de España.
En 1520, Carlos I de España distinguió a la Casa de Lara con la dignidad de la Grandeza de España en las personas de sus más relevantes representantes, el duque de Nájera y el marqués de Aguilar de Campoo, distinción más adelante otorgada también al conde de Paredes de Nava y el conde de Osorno. Durante los reinados de Carlos V y Felipe II los Manrique de Lara desempeñaron importantes cargos como virreyes, capitanes generales, embajadores y cardenales. Fueron de esta casa también varios miembros de la jerarquía de la Iglesia católica y numerosos caballeros de las Órdenes Militares y del Toisón de Oro, como Rodrigo Manrique, I conde de Paredes de Nava, que llegó a ser maestre de la Orden de Santiago.

## Escudo y Lema

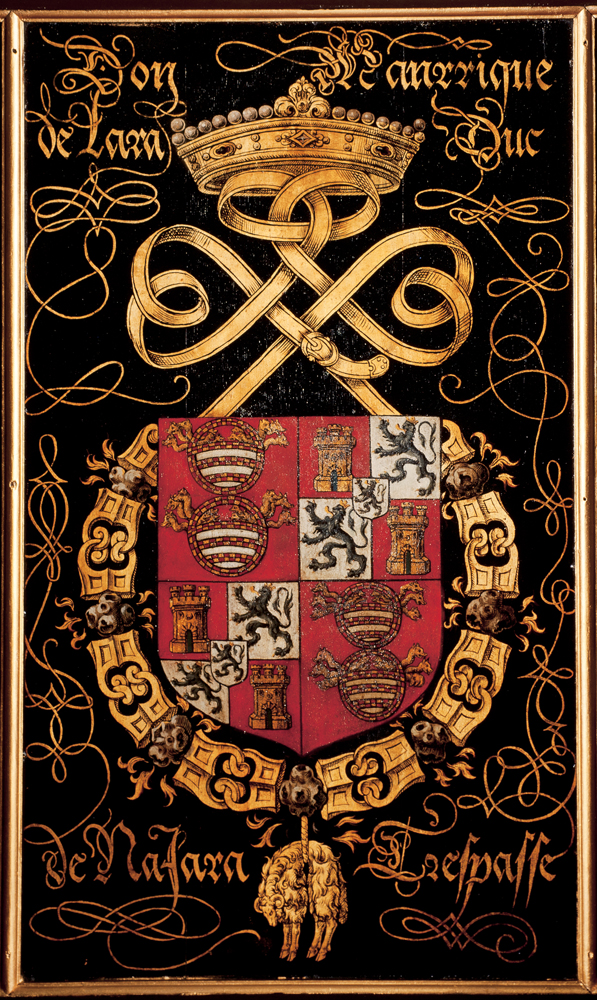
Las "armas de los Manrique de Lara" figuran entre las de los caballeros del Toisón de Oro que asistieron en 1559 al capítulo de esta insigne Orden en la Catedral de San Bavón de Gante.

En campo de gules, dos calderas endentadas en faja de oro y sable, una sobre otra, con siete serpientes de sinople saliendo de cada lado de las asas, tres hacia dentro y cuatro hacia afuera.
El lema de la Casa de Lara es “Nos non venimos de reyes, que reyes vienen de nos”.

## Títulos concedidos originalmente a la Casa de Manrique de Lara
- Señorío de Amusco, a Rodrigo Manrique de Lara;
- Condado de Castañeda, creado a favor de Garci IV Fernández Manrique de Lara, en 1430 por el rey Fernando I de Aragón;
- Condado de Osorno, creado a favor de Gabriel Fernández Manrique, el 31 de agosto de 1445 por el rey Juan II;
- Ducado de Galisteo, creado a favor de Gabriel Fernández Manrique,  I conde de Osorno, el 3 de enero de 1451 por el rey Juan II;
- Condado de Paredes de Nava, creado a favor de Rodrigo Manrique, el 10 de mayo de 1452 por el rey Juan II;
- Condado de Treviño, creado a favor de Diego Gómez Manrique de Lara y Castilla, IX señor de Amusco, el 3 de noviembre de 1453 por el rey Juan II;
- Marquesado de Aguilar de Campoo, creado a favor de Garci V Fernández Manrique de Lara, III conde de Castañeda, el 25 de marzo de 1482 por los Reyes Católicos;
- Ducado de Nájera, creado a favor de Pedro Manrique de Lara y Sandoval, II conde de Treviño, el 30 de agosto de 1482 por los Reyes Católicos;
- Condado del Burgo de Lavezaro, creado a favor de Rafael Manrique de Lara, el 12 de octubre de 1591 por el rey Felipe II;
- Marquesado de Belmonte de la Vega Real, creado a favor de Jaime Manuel Manrique de Lara y Cárdenas, VII duque de Nájera, el 20 de septiembre de 1622, por el rey Felipe IV;
- Condado de Frigiliana, creado a favor de Íñigo Manrique de Lara, en 1630 por el rey Felipe IV;
- Condado de las Amayuelas, creado a favor de Bernardino Manrique de Lara y Barrientos, VIII señor de las Amayuelas, en 1658 por el rey Felipe IV;
- Condado de Montehermoso, creado a favor de Alonso Manrique de Lara de Solís y Vivero, X señor de Galisteo, el 8 de julio de 1658 por el rey Felipe IV, para compensar a los Manriques por la pérdida del Condado de Osorno;
- Ducado del Arco, creado a favor de Alonso Manrique de Lara y Silva, IV conde de Montehermoso, el 26 de abril de 1715 por el rey Felipe V;
- Marquesado de Lara, creado a favor de Nicolás Manrique de Lara y Polanco, XXIII Señor de Amusco, el 10 de diciembre de 1739 por el rey Felipe V.

## Los Manrique de Lara miembros de la Orden del Toisón de Oro

Collar de la Orden del Toisón de Oro.

Varios Manriques fueron investidos como caballeros de la Orden del Toisón de Oro: 
- Antonio Manrique de Lara, II duque de Nájera, en 1519;
- Juan Esteban Manrique de Lara y Cardona, III duque de Nájera, en 1546;
- Íñigo de la Cruz Manrique de Lara, XI conde de Aguilar, en 1695;
- Alfonso Fernández Manrique de Lara, I duque del Arco, en 1724.

## Miembros de la Casa de Manrique de Lara
- Jorge Manrique, poeta del Renacimiento español.
- Rodrigo Manrique (1406 - 1476), padre del poeta
- Alonso Manrique, cardenal, inquisidor general y arzobispo de Sevilla.
- Pedro Manrique de Lara (desambiguación)
- Manrique de Zúñiga

- Pedro de Zúñiga y Manrique de Lara, conde de Bañares y Ayamonte (1430-1484)
- Álvaro Manrique de Zúñiga, primer marqués de Villamanrique (1540-1590)
- Pedro Manrique de Zúñiga (Pedro de Zúñiga y Velasco) beato (1585-1622)

- Fernández Manrique

- Rodrigo Manuel Manrique de Lara
- Pedro Fernández de Velasco y Manrique de Lara
- Juan Fernández Manrique de Lara, fallecido en 1493, II conde de Castañeda;
- Gabriel Fernández Manrique, conde de Castañeda y Osorno, señor de Galisteo (1429)
- García Fernández Manrique, III conde de Osorno;

- García Manrique

- García Gil Manrique Maldonado
- García Hurtado de Mendoza y Manrique
- Juan García Manrique, arzobispo de Santiago como Juan III (1383-1388).
- García Manrique de Lara y Luna, fundador del Colegio de los Manriques (1550).

- Gómez Manrique (desambiguación)
- Chacón Manrique de Lara